# Antsla (gemeente)
Antsla (Estisch: Antsla vald) is een gemeente in het westen van de Estlandse provincie Võrumaa. De gemeente telde 4.095 inwoners op 1 januari 2024 en heeft een oppervlakte van 414,93 vierkante kilometer.
In oktober 2017 is de buurgemeente Urvaste opgegaan in Antsla.
Een deel van de gemeente behoort tot het Nationaal Park Karula. Bij de plaats Urvaste staat de dikste eik van Estland, de Tamme-Lauri-eik, die ook is terug te vinden in het wapen van Antsla.
De spoorlijn Valga - Petsjory loopt over het grondgebied van de gemeente. Het reizigersverkeer over deze lijn is in 2001 gestaakt, wel vindt nog goederenvervoer plaats. Anne, Antsla en Vaabina hadden een station aan deze lijn.

## Geschiedenis
De hoofdplaats Antsla kwam na 1889 tot ontwikkeling, toen de spoorlijn tussen Valga en Pskov was aangelegd. Antsla heette tot 1920 Hauka en kreeg in 1938 stadsrechten. Het was tussen 1950 en 1959 de hoofdplaats van het rayon (rajoon) Antsla.
Ouder dan Antsla is Vana-Antsla (= Oud-Antsla), waar een kasteel heeft gestaan dat in 1405 voor het eerst werd genoemd en in handen was van het geslacht Uexküll. Het markeerde de zuidgrens van het bisdom Tartu. Het kasteel werd later opgevolgd door een landgoed, waarvan het hoofdgebouw bewaard is gebleven.

## Plaatsen
De landgemeente Antsla bestaat uit:
- de gelijknamige stad;
- twee plaatsen met de status van alevik (vlek), Kobela en Vana-Antsla;
- 38 dorpen: Ähijärve, Anne, Antsu, Haabsaare, Jõepera, Kaika, Kassi, Kikkaoja, Kirikuküla, Koigu, Kõlbi, Kollino, Kraavi, Kuldre, Litsmetsa, Luhametsa, Lümatu, Lusti, Madise, Mähkli, Oe, Pihleni, Piisi, Rimmi, Roosiku, Ruhingu, Säre, Savilöövi, Soome, Taberlaane, Toku, Tsooru, Uhtjärve, Urvaste, Uue-Antsla, Vaabina, Viirapalu, Visela.

## Geboren
- in Oe: Karl Pärsimägi (1902-1942), kunstschilder
- in de stad Antsla: Vilja Savisaar-Toomast (1962), politica
- in de stad Antsla: Andrus Värnik (1977), speerwerper

Stadsgemeente: Võru

Landgemeenten: Antsla · Rõuge · Setomaa · Võru vald